# Totò l'Embrouille
Pour plus de détails, voir Fiche technique et Distribution.
Totò l'Embrouille (Totòtruffa 62) est un film italien réalisé par Camillo Mastrocinque, sorti en 1961.

## Synopsis
Antonio Peluffo (Totò) et son comparse Camillo (Nino Taranto) sont deux sympathiques vauriens. Ensemble, ils commettent de menues escroqueries, destinées essentiellement à financer le coûteux établissement scolaire que fréquente Diana Peluffo (Estella Blain), fille d'Antonio. Le commissaire Malvasia (Ernesto Calindri), ancien camarade d'école d'Antonio, n'est pas très regardant sur ces arnaques jusqu'au jour où son fils Franco tombe amoureux de Diana.

## Fiche technique
- Titre français : Totò l'Embrouille[1]
- Titre original : Totòtruffa 62
- Réalisation : Camillo Mastrocinque
- Scénario : Castellano et Pipolo
- Musique : Gianni Ferrio
- Pays d'origine : Italie
- Format : Noir et blanc - Mono
- Genre : comédie
- Date de sortie : 1961

## Distribution
- Totò : Antonio Peluffo
- Nino Taranto : Camillo
- Estella Blain : Diana Peluffo
- Geronimo Meynier : Franco Malvasia
- Carla Macelloni : Paola Marchetti
- Oreste Lionello : Pippo
- Amedeo Girardi : Amilcare
- Renzo Palmer : Baldassarre
- Luigi Pavese : Terlizzi
- Pietro De Vico : Contatore di piccioni
- Peppino De Martino : Questore Marchi
- John Kitzmiller : l'ambassadeur du Katonga
- Marcella Rovena : la professeure de l'histoire de l'art
- Gino Buzzanca : l'ambassadeur du Nicaragua
- Loredana Nusciak : Collégienne
- Milena Vukotic : Collégienne